# Piatanesi
La Piatanesi è un'azienda produttrice di fisarmoniche con sede a Castelfidardo, fondata nel 1920 da Francesco Piatanesi.

## Storia
Fu fondata nel 1920.